# Semjonowka (Baschkortostan, Tschischminski)
Semjonowka (russisch Семёновка, baschkirisch Семёновка) ist ein Dorf in Baschkortostan (Russland). Es liegt im Jengalyschewski selsowet.

## Geographie
Der Ort liegt im Tschischminski rajon, 44 Kilometer bzw. 47 Straßenkilometer vom Verwaltungssitz des Rajons, Tschischmy, entfernt. Das Verwaltungszentrum des selsowets, Jengalyschewo, liegt in 7 Kilometern Abstand von Semjonowka.

## Bevölkerung
Im Jahr 2010 lebten 44 Menschen im Dorf.
| Jahr | Einwohner |
| ---- | --------- |
| 2002 | 70        |
| 2009 | 70        |
| 2010 | 44        |